# Cephalobellus costelytrae
Cephalobellus costelytrae är en rundmaskart som beskrevs av Dale 1964. Cephalobellus costelytrae ingår i släktet Cephalobellus och familjen Thelastomatidae. Inga underarter finns listade i Catalogue of Life.